# 阿維塔11
阿維塔11（Avatr 11）是中國汽車製造商長安汽車旗下電動車品牌阿维塔科技的一款豪華電動跨界休旅車，由第一大股東重慶長安汽車、第二大股東福建電池製造商寧德時代共同合作研發（華為僅為合作夥伴，提供智能輔助駕駛算法和智能座艙等部件），是這些品牌的首次合作，同時亦是該品牌的第一款車。於2022年6月在重慶車展上首次公開亮相，並在同年8月上市。主要定位於中國國內的高端智能電動車市場，售價32萬元人民币左右。

## 簡介

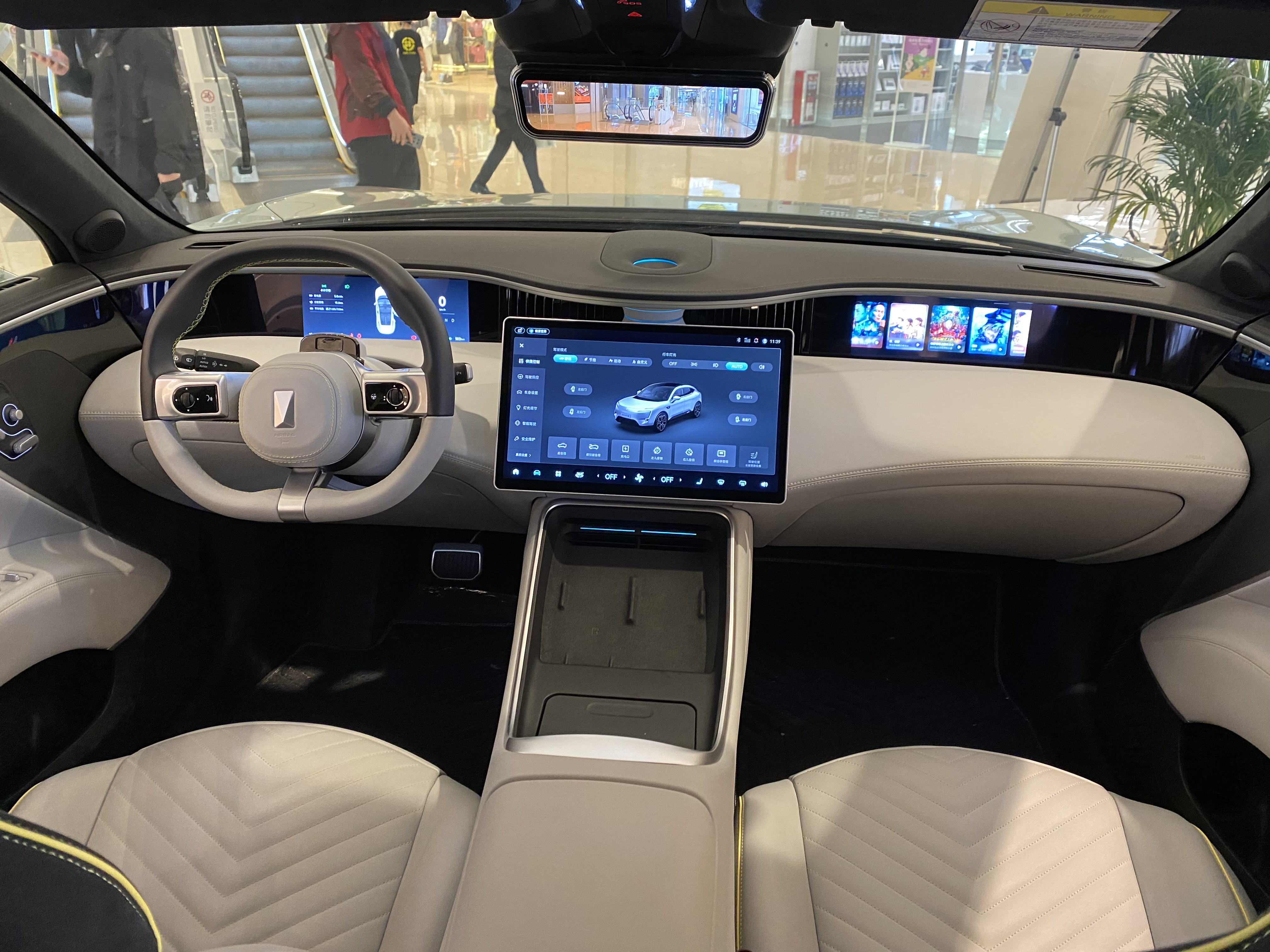
內飾

阿維塔11目前僅有四座和五座版本，中控以一個主控台為主，並設有一個10.25英寸的數字儀表板、一個15.6英寸的信息顯示屏和一個10.25英寸的乘客顯示屏。此外還有兩個無線充電墊和一個14揚聲器音響系統，配備了路噪消除和主動聲音增強系統。阿維塔11配備了華為的原生鴻蒙OS作為車機系統和DriveONE雙電機四輪驅動系統。同阿維塔11智能駕駛系統搭載了34個不同的傳感器，包括3個激光雷達，可實現在高速公路和較小的道路上輔助駕駛，其中車道變換輔助、紅綠燈識別和行人檢測是其關鍵功能。

## 規格
阿維塔11以華為研發的電動馬達提供動力，可產生578匹馬力和479磅英尺（650牛頓米）的扭矩，前馬達最大輸出功率為265匹馬力，而後馬達最大輸出功率為313匹馬力。這些馬達由一個90.38千瓦時的三元鋰離子電池組供電，標準型號配備這個電池組，旗艦型號則配備116.79千瓦時的電池組。阿維塔11的0至100公里/小時（62英里/小時）加速時間達至4秒以下，最高時速為200公里/小時（120英里/小時）。其配備90.38 kwh電池的长续航单电机版在中国轻型汽车行驶工况（CLTC）標準下的續航里程為600/705公里。阿維塔11的750伏高壓平台還支持240千瓦充電，10分鐘內可增加200公里（120英里）的續航里程。與特斯拉的36 TOPS相比，阿維塔11更有400 TOPS的CPU算力。

## 爭議

### 配置爭議
作為30萬至40萬元人民幣的中高端車型，阿維塔11全系车型被指没有高清显示屏、抬头显示、双层隔音玻璃、CDC懸掛系统，亦没有用上技術合作方华为的HUAWEI SOUND音响系统以及寧德時代最新的麒麟电池更未能向首任车主提供整车和三电系统的终身保養，被質疑對用户权益的不足，曾一度引發退訂潮。

## 資料來源
1. ↑  . 王力汽车网. 2022-12-29  [2023-05-29]. （原始内容存档于2023-05-29）.
2. ↑  此地无垠王垠. . 易車. 2022-05-31  [2023-05-29]. （原始内容存档于2023-05-29） （中文（中国大陆））.
3. ↑  . 汽车之心. 2022-04-08  [2023-05-29]. （原始内容存档于2023-05-29） （中文（中国大陆））.
4. ↑  sina_mobile. . finance.sina.cn. 2023-09-01  [2025-06-04].
5. ↑  . 懂車帝. 2023-05-16  [2023-05-29]. （原始内容存档于2023-06-04）.
6. ↑  . www.stcn.com.   [2025-06-04].
7. ↑  新浪汽车原创. . 新浪汽车. 2022-06-25  [2023-05-29]. （原始内容存档于2023-05-29）.
8. ↑  小7同學. . 懂車帝. 2023-03-26  [2023-05-29]. （原始内容存档于2023-05-30）.
9. ↑  . 香港經濟日報. 2021-11-16  [2023-05-29]. （原始内容存档于2023-06-03）.
10. ↑  卿蓉. . 車家號. 2023-01-19  [2023-05-29]. （原始内容存档于2023-05-29）.
11. ↑  . 未來汽車日報. 2022-08-18  [2023-05-29]. （原始内容存档于2023-05-29）.